# Duponchelia caidalis
Duponchelia caidalis es una especie de polillas perteneciente a la familia Crambidae. Fue descrita por Charles Oberthür en 1888. Se encuentra en África del Norte, donde se ha registrado en Argelia, Egipto y también en los Emiratos Árabes Unidos.